# مسمومیت پروتئینی

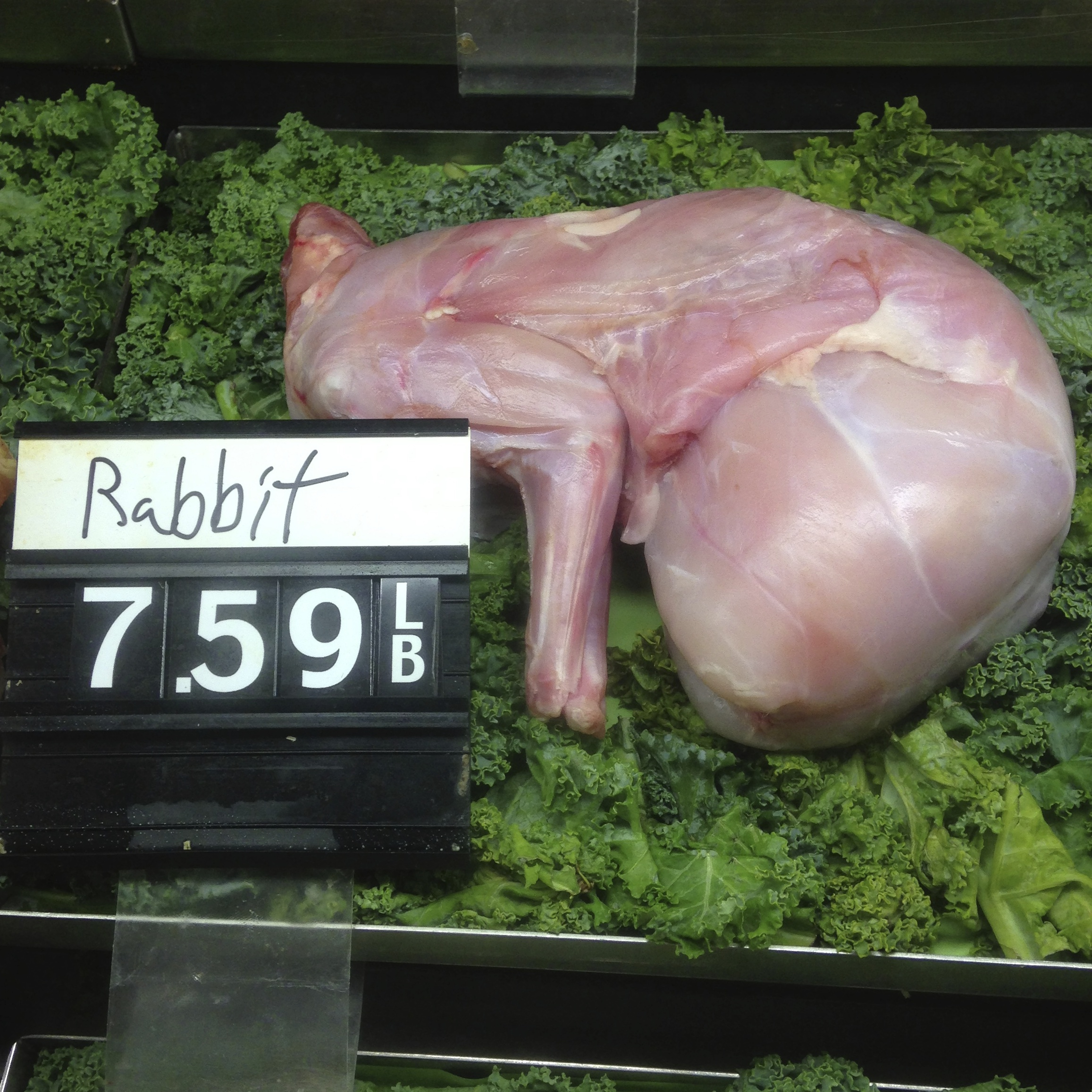
نمونه‌ای از گوشت خرگوش

مسمومیت پروتئینی (به انگلیسی: protein poisoning) (که با اصطلاح گرسنگی خرگوش یا گرسنگی از فقدان چربی نیز شناخته می‌شود) یک شکل حاد سوء تغذیه است که در اثر رژیم غذایی با کمبود چربی و کربوهیدرات ایجاد می‌شود، که در آن تقریباً تمام کالری مصرفی بدن از پروتئین بدست آمده‌است. پروتئین‌ها مواد مغذی ضروری برای بدن انسان هستند و علاوه بر ساخت بافت مختلف بدن هستند و می‌توانند به عنوان منبع سوخت نیز عمل کنند. با وجود اهمیت بسیارشان در رژیم غذایی و نقش‌هایی که در بدن از جمله دارند اگر به صورت انحصاری و بیش از اندازه مصرف شوند می‌توانند مشکلاتی را برای بدن پدیدآورند.
این مفهوم در چارچوب تحقیقات دیرین‌مردم‌شناسی در مورد رژیم غذایی انسان‌های باستان، به ویژه در طول آخرین بیشینه یخچالی و در مناطق با عرض جغرافیایی بالا مورد بحث قرار می‌گیرد.
اصطلاح گرسنگی خرگوش بازتاب دهنده این مسئله است که گوشت خرگوش بسیار کم چربی بوده و تقریباً تمام محتوای کالری آن از آمینواسیدهای هضم شده از پروتئین ماهیچه‌های اسکلتی است و اگر به تنهایی مصرف شود، باعث مسمومیت پروتئین می‌شود. علائم گزارش شده شامل حالت تهوع و خستگی اولیه و به دنبال آن اسهال و در نهایت مرگ است.

## بیش‌مصرفی پروتئین
سازمان مصرف مرجع رژیم غذایی ایالات متحده و کانادا برای پروتئین به این نتیجه رسیدند که امکان تعریف بیش‌مصرفی پروتئین، یعنی تعیین حد بالایی برای میزان پروتئین قابل مصرف ایمن، وجود ندارد.
هنگامی که آمینو اسیدها در بدن بیش از نیاز هستند، کبد آن‌ها را جذب کرده و آنها را دِآمینه می‌کند، فرآیندی که نیتروژن را از آمینو اسید جذا کرده و آن را در ترکیب با آب به آمونیاک تبدیل می‌کند و از طریق چرخه اوره در کبد به اوره جهت دفع از بدن تبدیل و از طریق کلیه‌ها انجام می‌شود. بخش‌های دیگر مولکول‌های آمینو اسید را می‌توان به گلوکز تبدیل کرد و برای سوخت در بدن مورد استفاده قرار داد. هنگامی که مصرف پروتئین غذا به‌طور دوره ای زیاد یا کم است، بدن سعی می‌کند با استفاده از «ذخایر پروتئین ناپایدار» برای جبران تغییرات روزانه در دریافت پروتئین، سطح پروتئین را در تعادل نگه دارد. با این حال، بر خلاف چربی بدن به عنوان ذخیره ای برای نیازهای کالری آینده، هیچ ذخیره پروتئینی ندارد و برای بازیابی نیازهای پروتئینی به تجزیه پروتئین‌های ماهیچه ای روی می‌آورد.
مصرف بیش از حد پروتئین ممکن است باعث افزایش دفع کلسیم در ادرار شود که برای جبران عدم تعادل pH ناشی از اکسیداسیون آمینو اسید گوگردی رخ می‌دهد. این ممکن است منجر به افزایش خطر تشکیل سنگ کلیه از کلسیم در سیستم گردش خون کلیه شود. یک متاآنالیز هیچ اثر نامطلوبی از دریافت پروتئین بالاتر بر تراکم استخوان گزارش نکرد. یک متاآنالیز دیگر کاهش اندکی در فشار خون سیستولیک و دیاستولیک با رژیم‌های غذایی با پروتئین بالاتر، بدون تفاوت بین پروتئین حیوانی و گیاهی. گزارش کرد.